# Hector Crémieux

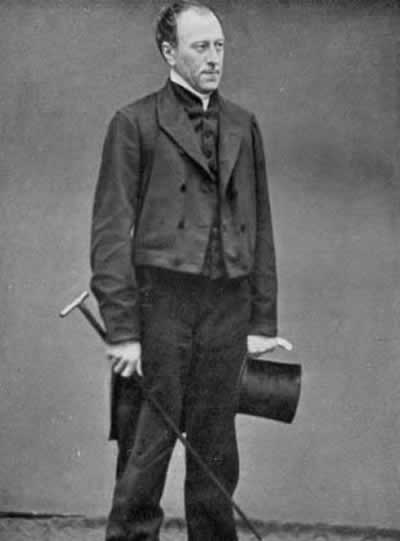
Hector Crémieux

Hector Jonathan Crémieux (n. 10 noiembrie 1828, Paris, Île-de-France, Franța – d. 30 septembrie 1892, Paris, Île-de-France, Franța) a fost un libretist și  autor dramatic francez. 
Crémieux a participat în anii de studenție la Revoluția din 1848, dar a devenit ulterior un susținător aprins al împăratului Napoleon al III-lea. În onoarea acestuia scrise împreună cu Émile Cremieux drama Fiesque (1852), o prelucrare a tragediei Conjurația lui Fiesco (1783) de Schiller. Napoleon l-a răsplătit oferindu-i funcția de membru al Ministeriului Curții (Maison de l'Empereur⁠(d)). Cremieux este autorul multor texte dramatice, parțial în colaborare cu Ernest Blum⁠(d) și Ludovic Halévy. Cea mai renumită creație a sa este libretul pentru opera Orfeu în infern de Jacques Offenbach. 